# Conductisme radical
El conductisme radical va ser iniciat per B.F. Skinner i la seva "filosofia de la ciencia conductual".Fa referència a la filosofia darrere de l'anàlisi conductual, i s'ha de distingir del conductisme metodològic —que fa un èmfasi intens en les conductes observables— mitjançant la inclusió del pensament, sentiments, i altres successos privats en l'anàlisi de la psicologia humana i animal. La investigació de l'anàlisi conductual s'anomena anàlisi experimental de la conducta i la seva aplicació s'anomena anàlisi conductual aplicat, encara que originalment es deia "modificació de la conducta".

## El conductisme radical com a ciència natural
El conductisme radical hereta del conductisme la posició referent a què la ciència de la conducta és una ciència natural, la creença de què la conducta animal pot ser estudiada i comparada amb la conducta humana, també fa un gran èmfasis en l'entorn com una causa de la conducta, i també emfatitza en les operacions que envolten la modificació del comportament.
El conductisme radical no reclama que els organismes siguin tabula rasa i que el seu comportament no es vegi afectat per les condicions biològiques o genètiques. Més bé, afirma que els factors empírics juguen un rol més gran en referència a la conducta d'organismes complexos, i que l'estudi d'aquests temes és un camp d'investigació important per si mateix.
La manera més precisa de descriure el conductisme radical com a "radical" és entendre que casos com el de l'evolució i la divisió cel·lular són fets que simplement succeïxen. No hi ha cap tercer element que ajudi en aquesta transformació; però pot ser explicat mitjançant altres fets naturals. No s'hauria d'intentar explicar mitjançant objectes que no són tangibles, per exemple fantasmes o entitats. Per tant, els conductistes radicals conclouen que els fets naturals poden ser examinats en relació als nostres entorns passats i presents a través de l'efecte que aquests tenen sobre els humans.

### Malentesos habituals
Encara que hi ha moltes crítiques en vers el treball de Skinner, molts manuals i teòrics com Noam Chomsky qualifiquen el conductisme radical com a E-R (Estímul-resposta), o la psicologia Pavloviana, i argumenten que això limita el seu enfocament. Tot i que la psicologia contemporània rebutja moltes de les conclusions de Skinner, el seu treball en referència al condicionament operant que emfatitza en la importància de les conseqüències a l'hora de modificar respostes discriminatives és útil quan es combina amb el coneixement actual sobre la singularitat de l'ésser humà respecte els altres animals.
Molts manuals argumenten que el conductisme radical manté que els animals (incloent-hi els humans) són receptors passius de condicionament, s'equivoquen en tant que no tenen en compte el següent:
- El comportament operant s'anomena operant perquè opera en l'entorn.
- El comportament operant s'emet, no s'obté: els animals actuen en l'ambient i aquest mateix actua sobre els animals com a resposta.
- La conseqüència d'un comportament per si mateix pot ser un estímul; no és necessari res perquè el moldejament tingui lloc

El conductisme radical sovint és catalogat com a positivisme lògic. Els Skinnerians mantenen que Skinner no era un positivista lògic i reconeixen la importància del pensament com a conducta. Aquesta posició queda clara a About Behaviorism. Una posició encara més definida sobre aquest tema sembla que la té el moviment filosòfic conegut com a Pragmatisme Americà.

## El pilar: psicologia operant
Skinner va veure que el condicionament clàssic no tenia en compte el comportament en el que la majoria de nosaltres estem interessats, per exemple anar amb bici o escriure un llibre. Les seves observacions el van portar a proposar una teoria sobre com aquestes i conductes similars, anomenades operants, succeïen.
A grans trets, en el condicionament operant, un operant s'emet constantment i produeix canvis en el món (per exemple, produeix conseqüències) que alteren la probabilitat que aquest comportament torni a ocórrer.
Com es pot observar a la taula de sota, el condicionament operant implica dues accions bàsiques (incrementar o disminuir la probabilitat que un tipus de comportament ocorri en el futur), que s'acompleixen afegint o eliminant un dels tipus bàsics d'estímul, reforços positius o reforços negatius.
| Tipus d'estímul | Efecte: incrementar un comportament | Efecte: disiminuïr un comportament |
| --------------- | ----------------------------------- | ---------------------------------- |
| Reforç positiu  | Afegir el reforç positiu            | Eliminar el reforç positiu         |
| Càstig          | Eliminar el càstig (reforç negatiu) | Afegir el càstig (reforç negatiu)  |

En altres paraules:
- Si la probabilitat que es doni un comportament concret augmenta a causa de la presència d'un estímul, aquest estímul és un reforç positiu.
- Si la probabilitat que es doni un comportament concret augmenta quan s'elimina un estímul, aquest estímul és un reforç negatiu.
- Si la probabilitat que es doni un comportament concret disminueix a causa de la presència d'un estímul, aquest estímul és un càstig positiu.
- Si la probabilitat que es doni un comportament concret disminueix quan s'elimina un estímul, aquest estímul és un càstig negatiu.

Skinner va ser pioner en la tècnica lliure operant, en aquesta els organismes podien respondre en qualsevol moment durant una sessió de llarga durada. La variable que proposava Skinner era la freqüència o la ràtio de resposta, no els errors que es produïen o la velocitat de resposta.
El condicionament operant afecta el futur de l'organisme, així es com l'organisme respondrà després de les accions que s'han explicat anteriorment.

## Explicant el comportament i la importància de l'entorn
John B. Watson va criticar l'ús de referències en els estats mentals i argumentava que la psicòlogia tindria que estudiar la conducta directament, i que els fets privats són impossibles d'estudiar científicament. Skinner rebutjava la posició de Watson, ja que concedia una gran importància al pensament, els sentiments i al "comportament intern" en la seva anàlisi. Skinner no era partidari d'analitzar la conducta merament amb l'observació, i per això no es va limitar només a aquesta.
Durant l'època de Watson (i al principi de la de Skinner), la psicologia estava en desavantatge amb altres ciències, ja que el comportament havia de tenir en compte la fisiologia. Poc se sabia sobre la fisiologia en aquell temps. Skinner argumentava que les explicacions conductuals sobre els fenòmens psicològics eren igual de verdaderes que les fisiològiques. Per argumentar-ho es va aproximar a postures no reduccionistes dins del camp de la psicologia. Skinner va redefinir el conductisme per incloure "tot el que un organisme fa", incloent-hi el pensament, els sentiments i va explicar que aquests fenòmens eren vàlids per a l'anàlisi. (El problema estava en el fet que l'observació objectiva i el mesuratge normalment era impossible.) El terme conductisme radical fa referència exactament a això: tot el que realitza un organisme és un tipus de conducta o comportament.
Tanmateix, Skinner va acabar descartant el pensament i els sentiments com a formes vàlides d'explicar el comportament. Els seus arguments eren els següents:
El pensament i els sentiments no són un epifenomen i tampoc tenen cap mena d'estatus especial, per tant només són més comportaments que s'han d'explicar. Explicar la conducta fent referència a la reflexió o als sentiments són pseudoexplicacions perquè simplement assenyalen més comportaments que s'han d'explicar. Skinner va proposar que els factors ambientals eren les causes principals de la conducta pel següent:
- Els factors ambientals són a un nivell lògic diferent en comparació amb el comportament i les accions.
- Qualsevol pot manipular la conducta si es manipula l'entorn.

Això només explica la classe de comportaments coneguts com a conductes operants. Skinner considerava que aquesta classe de comportaments eren els més importants a l'hora d'estudiar.
Molts manuals, quan fan referència a l'emfàsi que tenia Skinner sobre l'entorn, argumenten que ell proposava que l'organisme és una tabula rasa. Skinner va escriure àmpliament sobre els límits i possibilitats dels factors biològics o genètics a l'hora de condicionar el comportament. El condicionament s'implementa en el cas com un procés fisiològic i està sotmès a l'estat actual, a l'historial d'aprenentatge, i la història de les espècies. Per tant, Skinner no considerava a les persones com una pissarra en blanc, o una tabula rasa.
Molts manuals confonen el rebuig de Skinner cap a la fisiologia amb el de Watson cap als fets privats. És cert fins a cert punt que la psicologia de Skinner considera els humans com una caixa negra, ja que Skinner manté que la conducta pot ser explicada sense tindre en compte el que succeeix a l'organisme. Però la caixa negra no pren en compte els fets privats, sinó la fisiologia. Skinner considera la fisiologia com a útil, interessant, vàlida, etc., però no necessària per la teoria conductista operant i la recerca.

## Esdeveniments privats en el conductisme radical
El conductisme radical és diferència d'altres corrents del conductisme perquè tracta tot el que fem com un comportament, incloent-hi fets privats com el pensament o els sentiments. Al contrari que el conductisme de John B. Watson, els esdeveniments privats no són descartats com un "epifonema", sinó que són observats com a subjecte dels mateixos principis d'aprenentatge i modificació que la conducta. Encara que els actes privats no són comportaments públicament observables, el conductisme radical accepta que som observadors de la nostra conducta privada.
Molts manuals, a l'emfatitzar que Skinner sostenia que la conducta era el principal fenomen en la psicologia, fallen en clarificar que la posició de Skinner era la de descartar l'anàlisi d'esdeveniments privats com a no científics. Aquesta posició era la de Watson, no la de Skinner.

## Conseqüències
Hi ha escoles conductistes radicals d'entrenament d'animals, administració, pràctica clínica, i educació. La visió política i els principis de Skinner es pot veure reflectida en algunes comunitats utòpiques com Los Horcones.
El conductisme radical ha tingut molts autors que han seguit les seves passes. Alguns exemples són Richard Herrnstein i William Baum, Howard Rachling i el seu conductisme teològic, el conductisme sistèmic de William Timberlake i conductisme teòric de John Staddon.

## Crítiques
Les crítiques al conductisme radical se centren en les suposades debilitats teòriques i els seus mètodes "freds". Actualment els psicòlegs consideren aquesta forma clàssica de conductisme com a "incorrecte" en el sentit de què la investigació cognitivista ha provat de demostrar el rol dels processos mentals en la psicologia. Una famosa línia d'investigació realitzada pel psicolèg Martin Seligman s'ha fet servir per demostrar la incapacitat del conductisme per explicar la indefensió apresa. Els gossos, que havien sigut prèviament posats en gàbies amb el terra completament electrificat i sense possibilitat d'escapar d'aquest, no es van molestar en descobrir que hi havia noves gàbies que no estaven electrificades (separades per una petita paret que els gossos podien saltar sense problemes). En canvi, s'estiraven i sofrien. D'acord amb les crítiques d'aquest experiment, els gossos percebien que no tenien el control del seu entorn. Aquest és el motiu pel qual no van intentar eliminar-se a ells mateixos d'aquest estímul quan tenien l'opció. Per tant, aquest fenomen pot ser descrit i predit des d'una perspectiva conductista també. A través d'aquest procés els gossos van aprendre que escapar no portava al fet que s'eliminessin els xocs. I per això van parar de provar-ho.